# Banjar Padang
Banjar Padang is een bestuurslaag in het regentschap Kuantan Singingi van de provincie Riau, Indonesië. Banjar Padang telt 1001 inwoners (volkstelling 2010).